# Kirkbride
Kirkbride är en by och en civil parish i Cumbria i England. Orten har 489 invånare (2011).